# Ptilope de Rarotonga
Ptilinopus rarotongensis
Espèce
Statut de conservation UICN

 VU D1+2 : Vulnérable
Le Ptilope de Rarotonga (Ptilinopus rarotongensis) est une espèce d’oiseau appartenant à la famille des Columbidae.

## Répartition et habitat
Cette espèce est endémique de Rarotonga et Atiu dans les îles Cook.